# Ландесберген
Ландесберген (нем. Landesbergen) — община в Германии, в земле Нижняя Саксония.
Входит в состав района Ниэнбург-на-Везере. Подчиняется управлению Ландесберген. Население составляет 2826 человек (на 31 декабря 2010 года). Занимает площадь 41,92 км².
Коммуна подразделяется на 4 сельских округа.
| Год  | Население |
| ---- | --------- |
| 1990 | 2602      |
| 1995 | 2731      |
| 2000 | 2828      |
| 2005 | 2974      |
| 2010 | 2845      |